# レゲンデ (ヴィエニャフスキ)
レゲンデ（伝説曲、Légende）作品番号17は、ユダヤ系ポーランド人のヴァイオリン・ヴィルトゥオーゾ、ヘンリク・ヴィエニャフスキ作曲によるソロ・ヴァイオリンとオーケストラのための作品。しばしばピアノ伴奏で演奏される。演奏時間は約8分ほど。

## 概要
この曲は1860年頃の作品と推測される。ヴィェニャフスキの婚約を成立させた作品と伝えられている。はじめ娘がヴィェニャフスキと婚約するのを許さなかった親は、この曲に感銘を受けて、婚約を許した。そして、彼らは1860年に結婚した。

## 編成
独奏ヴァイオリン、フルート2、オーボエ2、クラリネット2、ファゴット2、ホルン2、ティンパニ、弦5部